# Alexandre I de Moldàvia

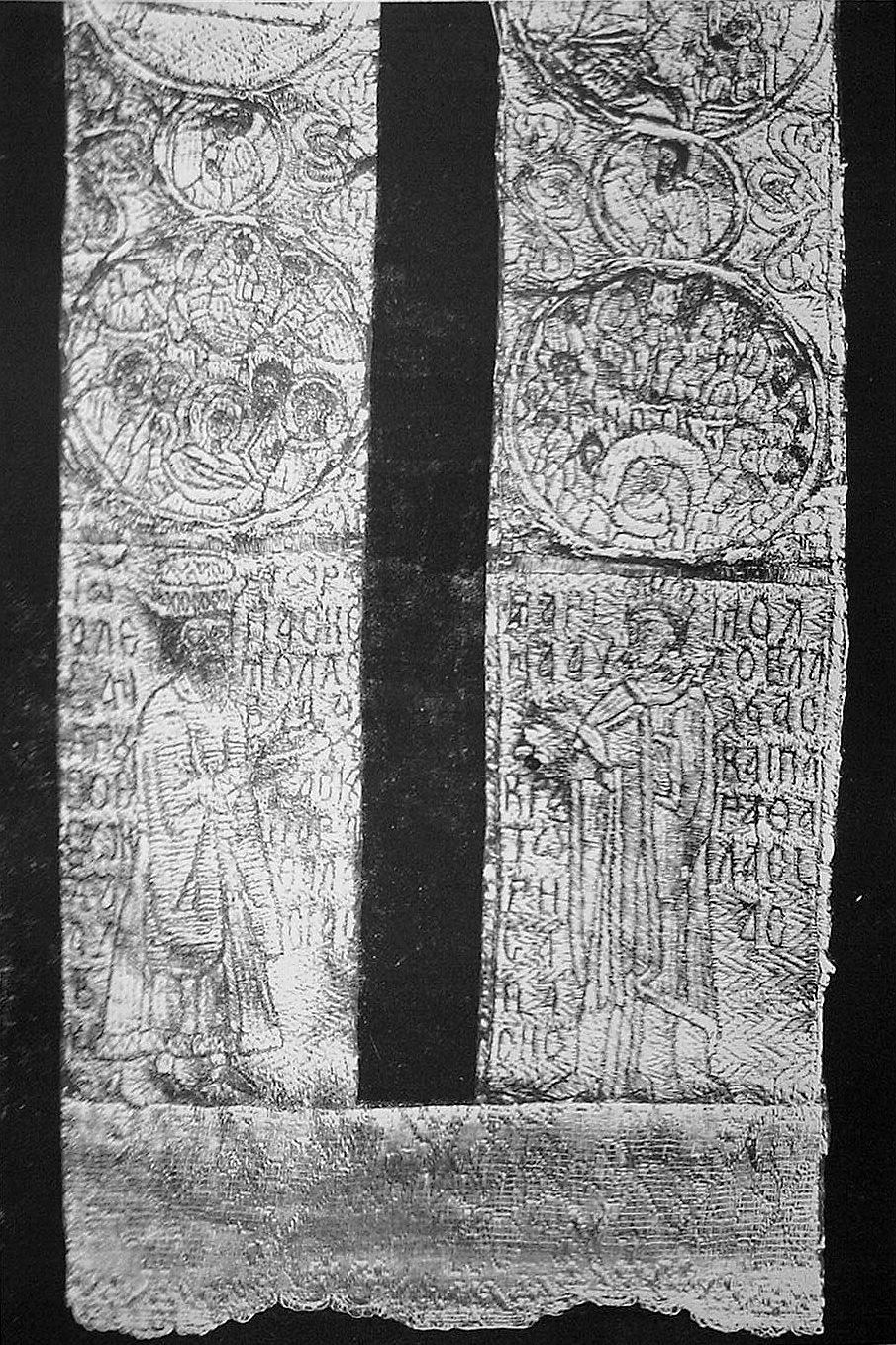
Alexandre el Bo i la seva dama, Marina.

Alexandre I de Moldàvia o Alexandre el Bo (en romanès: Alexandru cel Bun pronounced [alekˈsandru t͡ʃel bun] o Alexandru I Mușat; c. 1375 - 1 de gener de 1432) va ser un voivode (príncep) de Moldàvia, que va regnar entre 1400 i 1432, fill de Romà I Mușat. Va succeir Iuga al tron, i, com a governant, va iniciar una sèrie de reformes tot consolidant l'estatus del Principat de Moldàvia.

## Política interna
Alexandre va ampliar el sistema burocràtic creant el "Consell del Voivoda", la Cancelleria i afegint (el 1403) la institució de Logofăt - Canceller de la Cancelleria oficial.
Durant el seu regnat, va introduir noves lleis fiscals, afegint privilegis comercials als comerciants de Lviv (1408) i Cracòvia (1409), va millorar la situació de les rutes comercials (especialment la que unia el port de Cetatea Albă amb Polònia), va reforçar els forts que els custodiaven, i van ampliar els ports moldaus de Cetatea Albă i Chilia.
També va tenir un paper a l'hora de posar fi al conflicte dels ortodoxos orientals de Moldàvia amb el patriarca de Constantinoble; va construir el monestir de Bistrița on està enterrat i va continuar la construcció del monestir de Neamț que es va iniciar el segle anterior.

## Assumptes Exteriors
La principal preocupació d'Alexandre el Bo era la defensa del país en guerres contra exèrcits superiors. Per fer-ho, va forjar un sistema d'aliances amb Valàquia i Polònia, generalment contra Hongria (tot i que havia estat recolzat al tron per Segismond d'Hongria). El 1402, va ser vassall jurat de Jogaila, el rei de Polònia. El tractat es va renovar els anys 1404, 1407, 1411 i 1415.

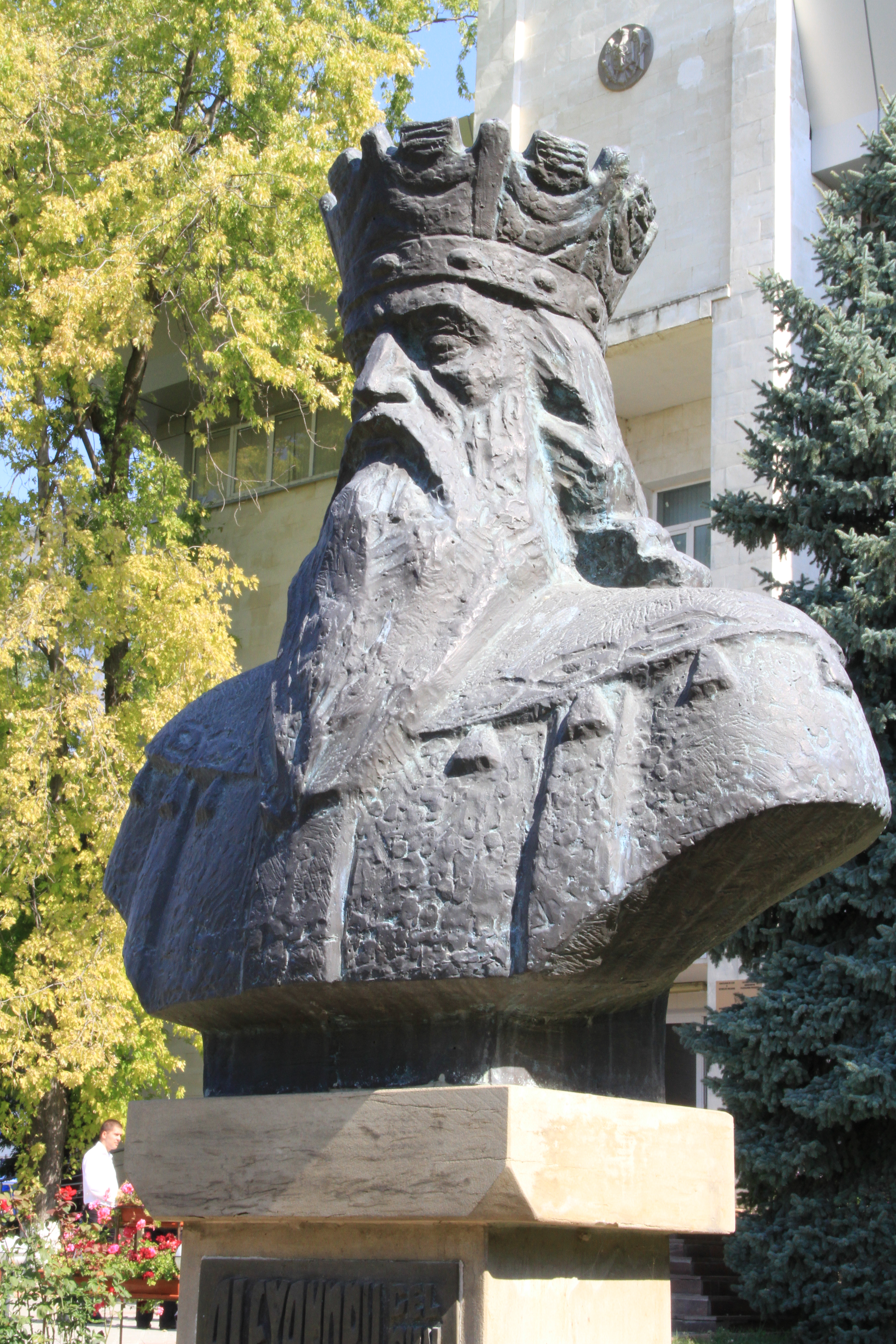
Alexandre I de Moldàvia (Alexandru cel Bun), monument de Tudor Cataraga

Alexandre va participar en dues batalles contra els cavallers teutons: el 1410 a Grunwald i el 1422 a Marienburg. El 1420, també va defensar Moldàvia contra la primera incursió dels otomans a Cetatea Albă. També es va involucrar en les lluites de poder de Valàquia, ajudant a Radu II Prasnaglava el 1418-1419 i Alexandru I Aldea el 1429, sobretot per evitar la captura de Xilia.
A causa d'una reclamació territorial de Polònia i del fracàs anterior del rei polonès de complir la seva part del tractat vassàlic durant un atac otomà el 1420, Alexandre va llançar un atac a Polònia durant la Guerra Civil de Lituània (1431–1435). L'atac va acabar amb el Tractat de Suceava el 18 de novembre de 1431.

## Esclavitud
Alexandre fa la primera confirmació documental de l'esclavitud gitana a Moldàvia, donant al monestir de Bistrița 31 famílies gitanes juntament amb algun bestiar. :14

## Vida personal

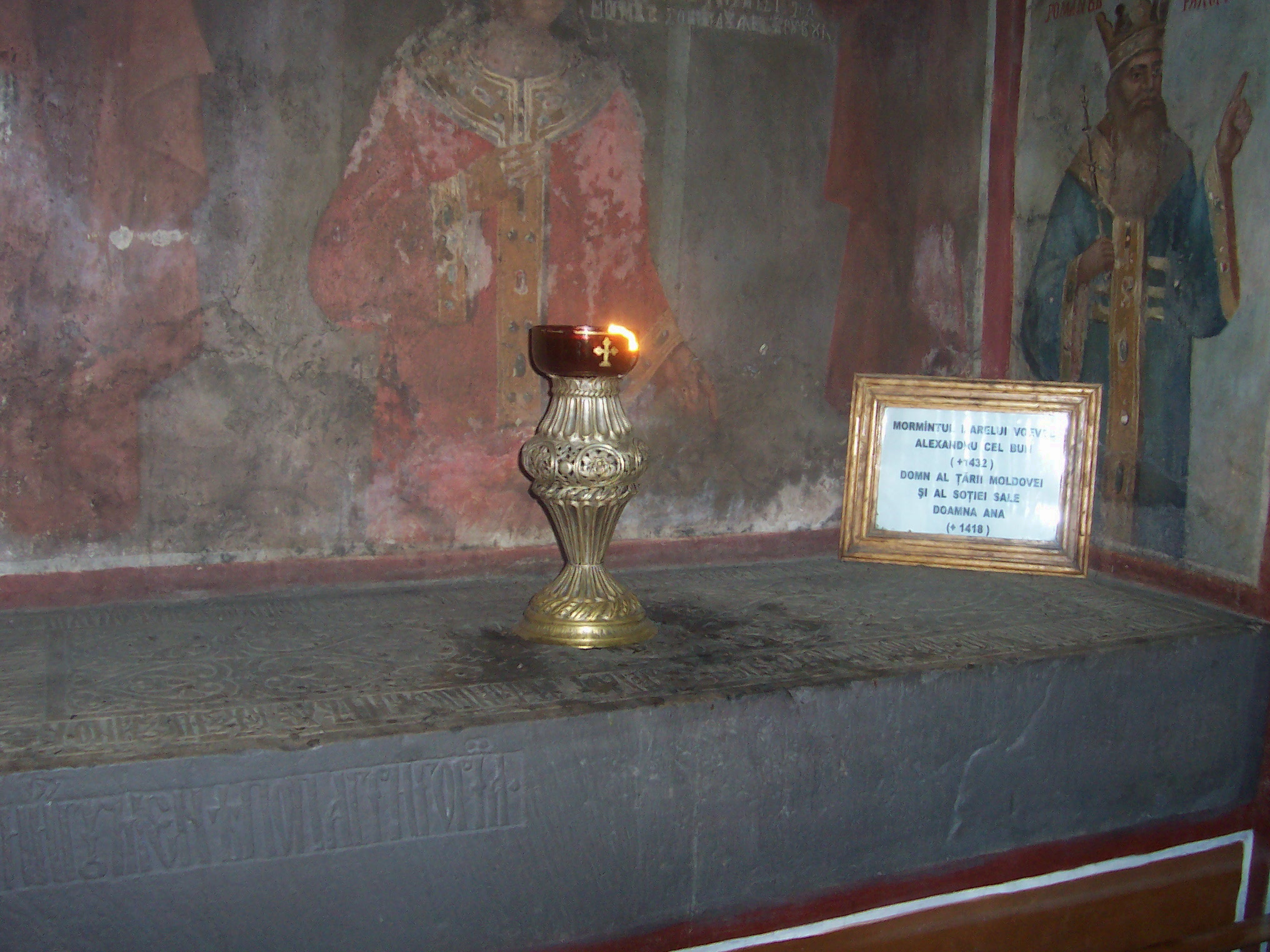
La tomba del príncep al monestir de Bistrița

Alexandru cel Bun va tenir quatre esposes legítimes: Margareta Loszonc, Ana Neacşa, Rymgajla (filla de Kęstutis i germana de Vytautas el Gran de Lituània; divorciades el 1421) i Mariana. Va tenir diversos fills:
Amb la Margareta:
- Romà
- Vasilisa

Amb Ana Neacşa:
- Iliaș

Amb la Margareta o Ana:
- Anastasia
- Maria

Amb la Mariana:
- Petru III
- Alexandru
- Bogdan

Amb la Stanca, una concubina:
- Esteve II

Mare desconeguda:
- Pere III Aaron
- Bogdan II (pare d'Esteve el Gran)
- Cneajna, que es va casar amb Vlad II Dracul

Va morir l'1 de gener de 1432 i va ser enterrat al monestir de Bistriţa.